# Kurt Lotz (Fernsehmoderator)
Kurt Lotz (* 20. Januar 1960 in Selters (Westerwald)) ist ein deutscher Journalist und Fernsehmoderator.

## Leben
Von 1981 bis 1985 studierte er an der Hochschule der Künste Berlin Gesellschafts- und Wirtschaftskommunikation und schloss das Studium mit dem Diplom ab. Parallel dazu war er Hospitant bei der Frankfurter Rundschau und von 1979 bis 1981 freier Mitarbeiter bei der Rhein-Zeitung. 1987 volontierte er beim Südwestfunk.
Als Fernsehmoderator arbeitete er zunächst 1988 im SWF-Regionalfernsehen. Bekannt geworden ist er durch das Sat.1-Frühstücksfernsehen, welches er von 1993 bis 2003 moderierte. Zudem moderierte er im NDR Fernsehen und im hr-fernsehen.

## Moderationen
- V12 – DAS SCHWEIZER AUTOMAGAZIN (CH-TV)
- Erlebnis Kloster (HR)
- Grenzgeschichten (HR)
- Abenteuer Diagnose – History (NDR)
- Vergessenes Hessen (HR)
- Wacken-Ein Dorf sieht schwarz (NDR, 2011)
- Hessens beliebteste Sehenswürdigkeiten (HR, 2009)
- Motorshow tcs (Schweizer Fernsehen, ab 2009)
- Meine Filme … (NDR, 2009)
- Unsere Geschichte … (NDR, ab 2008)
- Über Tüftler, Forscher und Entdecker (HR, 2008)
- Mein Nachmittag (NDR, 2008)
- Völlig Verrückt (NDR, 2008)
- So´n Schiet! (NDR, 2006–2007)
- Die schönsten Weihnachtsmomente im TV (NDR, 2005)
- Spaß am Norden (NDR, 2005)
- Das NDR Tierquiz (NDR, 2005)
- Sat1-Automagazin (Sat.1, 2002–2008)
- Schlag 6 (Sat.1, 2002)
- Das Gartenduell (NDR und Das Erste, 2001–2007)
- Sat1-Adventskalender (Sat.1, 2001)
- Die Quiz Show (Sat.1, als Vertretung, 2000–2001)
- Picobello (ZDF, 1999–2000)
- Ehen vor Gericht (ZDF, 1999–2000)
- Tipps und Trends Domizil (ZDF, 1994–2003)
- Sat.1-Frühstücksfernsehen (Sat.1, 1993–2003)
- Regional Report Deutschland (Sat.1, 1992–1993)
- Tipps und Trends (ZDF/3sat, 1992–1993)
- Tipps und Trends Reisen (ZDF/3sat, 1991)
- MARKTwert (Sat.1, 1991)
- Blick ins Land (SWF, 1986–1990)
- Glaskasten (SWF, 1986–1990)

## Privates
Zu Lotz’ Hobbys zählen Oldtimerrallyes und Rundstreckenrennen, an denen er aktiv teilnimmt, zum Beispiel am 24-Stunden-Rennen auf dem Nürburgring.